# Thalassometra marginata
Thalassometra marginata is een haarster uit de familie Thalassometridae.
De wetenschappelijke naam van de soort werd in 1912 gepubliceerd door Austin Hobart Clark.